# Weekend im Waldorf
Weekend im Waldorf ist ein US-amerikanischer Spielfilm aus dem Jahr 1945 von Robert Z. Leonard. Der Film wurde von Metro-Goldwyn-Mayer produziert und ist eine Neuverfilmung des 1932 entstandenen Films Menschen im Hotel. Als Drehbuchgrundlage dienten der Roman und das Bühnenstück Menschen im Hotel von Vicki Baum.

## Handlung
Freitag Nachmittag im New Yorker Hotel Waldorf Astoria: Die Lobby des Hotels ist voller Leute, die gerade ein- oder auschecken.
Irene Malvern ist ein Filmstar, die die Premiere ihres neuesten Films besuchen wird. Der Kriegsberichterstatter Chip Collyer macht einen Kurzurlaub, bevor er nach Europa reist. Captain Hollis kehrt aus dem Krieg zurück. Der Bomberpilot ist verwundet und hat eine Schrapnellkugel nahe dem Herz. Martin Edley ist ein Geschäftsmann, der den Bej von Aribajan betrügen will. Dazu gibt er vor, Partner von Mr. Jessup, dem Präsidenten eines Ölförderungsunternehmens, zu sein. Seine Stenografin Bunny Smith glaubt, durch Edley mit reichen Verehrern in Kontakt zu kommen. Sie fühlt sich jedoch zu Hollis hingezogen.
Irene erfährt, dass sich jemand an ihre Bedienstete Anna herangemacht hat, mit der Absicht ihre Juwelen zu stehlen. Anna soll sich ihre Zimmerschlüssel stehlen lassen, damit man ihn auf frischer Tat ertappen kann. Hollis hat als Hobby einen Song geschrieben, hat aber die Partitur verlegt. Ein Angestellter des Hotels hat sie gefunden und sie dem Orchesterleiter Xavier Cugat gegeben. Der findet den Song so gut, dass er ihn in der nächsten Show spielen will.
Chip wird von seinem Reporterkollegen Oliver Webson über Edleys Verhandlungen mit dem Bey informiert, die für das Land nachteilig sind. Chip will Oliver helfen, dabei verwechselt er die Zimmernummern und geht in Irenes Zimmer, die ihn für den Juwelendieb hält. Chip ist ein großer Bewunderer Irenes, gibt sich aber nicht als Reporter zu erkennen. Er kann sie davon überzeugen, kein Dieb zu sein, soll aber nun die Nacht in ihrem Zimmer verbringen, um nicht von dem alarmierten Hausdetektiv erwischt zu werden. Hollis hat sich in Bunny verliebt und erzählt ihr von seinen Erlebnissen und dass er in Washington operiert werden soll. Er lädt sie zum Abendessen am morgigen Samstag ein.
Am Samstag telefoniert Anna mit Irene. Der Verdächtige hat mit ihr den Abend verbracht. Cynthia Drew, die bald heiraten wird, sucht Irene auf. Sie glaubt, ihr Verlobter Bob hat sich in Irene verliebt. Irene hindert Cynthia an der Absage der Hochzeit, indem sie ihr erzählt, sie sei mit Chip verheiratet. Chip, insgeheim in Irene verliebt, spielt die Scharade mit.
Edley beauftragt Bunny, den Bej zu einem Ball zu begleiten. Hin- und hergerissen zwischen ihrer Zuneigung zu Hollis und ihrer beruflichen Karriere bei Edley entscheidet sie sich, den Bej zu begleiten und das Abendessen abzusagen. Später sieht Hollis, wie Bunny mit dem Bej den Ballsaal betritt und verlässt traurig den Saal.
Sonntag Morgen berichten die Zeitungen von der angeblichen Hochzeit zwischen Irene und Chip. Zuerst ist Irene verärgert, doch schon bald merkt sie, dass sie Chip liebt. Am Montag berichtet die Presse über Edleys Betrug. Bunny will nun Hollis nach Washington begleiten. Chip checkt aus und schwört Irene, zu ihr zurückzukehren.

## Produktion
Gedreht wurde von Anfang November 1944 bis Anfang Januar 1945 in den MGM-Studios in Culver City und im Waldorf Astoria in New York City.
1959 erschien eine dritte Filmadaption des Romans, diesmal in deutsch-französischer Koproduktion unter der Regie von Gottfried Reinhardt.

## Stab und Besetzung
Cedric Gibbons und Daniel B. Cathcart waren die Art Directors, Edwin B. Willis der Szenenbildner. Irene Sharaff war für die Kostüme verantwortlich, Douglas Shearer für den Ton und Warren Newcombe für die Spezialeffekte. Musikalischer Direktor war Leo F. Forbstein. Kay Thompson arrangierte die Texte für den Chor.
Xavier Cugat und sein Orchester hatten einen Gastauftritt.
In kleinen nicht im Abspann erwähnten Nebenrollen traten Jean Acker, Dorothy Christy, Franklyn Farnum, Bess Flowers, Byron Foulger, Jack Luden, May McAvoy, Harold Miller, William Tannen und Wolfgang Zilzer auf.

## Synchronisation
Die Synchronfassung entstand 1987 bei der Bavaria Synchron GmbH, München.
| Rolle         | Darsteller        | Synchronsprecher  |
| ------------- | ----------------- | ----------------- |
| Irene Malvern | Ginger Rogers     | Viktoria Brams    |
| Bunny Smith   | Lana Turner       | Ursula Wolff      |
| Chip Collyer  | Walter Pidgeon    | Christian Wolff   |
| Martin Edley  | Edward Arnold     | Alf Marholm       |
| Oliver Webson | Keenan Wynn       | Fred Maire        |
| Anna          | Rosemary DeCamp   | Christine Isensee |
| Xavier Cugat  | Xavier Cugat      | Norbert Gastell   |
| Hi Johns      | Charles C. Wilson | Horst Naumann     |

## Musik
Sammy Fain und Ted Koehler steuerten den Song And There You Are, Peperoni Guízar den Song Guadalajara bei.

## Veröffentlichung
Die Premiere des Films fand am 4. Oktober 1945 in New York statt. In Österreich kam er am 13. Juli 1951 in die Kinos. In der Bundesrepublik Deutschland wurde er am 5. Januar 1988 im deutschen Fernsehen ausgestrahlt.

## Kritiken
Das Lexikon des internationalen Films schrieb: „Problemlose, weitgehend beschwingte Unterhaltung in mondän-schicker Atmosphäre, die durch Details aus dem Hotelbetrieb glaubhafter werden soll; wiederum bieten zahlreiche MGM-Stars in diesem annehmbaren Remake des Irving Thalberg-Blockbusters von 1932 („Grand Hotel“ mit Greta Garbo, Regie: Edmund Goulding) eine wirklichkeitsferne, aber überwiegend amüsante Traumwelt.“
Die Filmzeitschrift Cinema befand: „Dieses Remake ist heiterer und glamouröser. Fazit: Kurzweiliges mit schmissigen Evergreens.“
Der TV Guide lobte den Film als beste Hotelwerbung, er mache viel Spaß und sei schwungvoll inszeniert.